# Black Patti Records

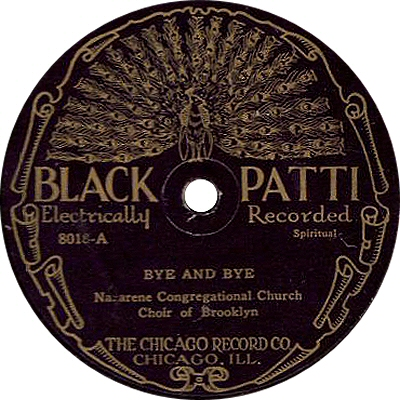
Het logo van Black Patti op een plaat uit 1927.

Black Patti Records was een Amerikaans platenlabel uit de jaren twintig. Het label was eigendom van de Chicago Record Company van Mayo "Ink" Williams. Black Patti Records was vernoemd naar de 19e-eeuwse zangeres Matilda Sissieretta Joyner Jones, wier bijnaam The Black Patti was (naar de beroemde operaster Adelina Patti).
Mayo Williams werkte bij Paramount Records, waar hij verantwoordelijk was voor de race-records, platen bestemd voor de 'zwarte' markt. In 1927 besloot hij zelf een platenmaatschappij te beginnen, hoewel hij slechts een kantoor in Chicago had. Het persen van de platen besteedde hij daarom uit aan Gennett Records. In mei 1927 begon hij te adverteren. Zijn catalogus bestond uit jazz, blues, preken, spirituals en vaudeville-opnames, het merendeel door Afro-Amerikanen. Nadat hij zo'n 55 platen had uitgebracht, kwam hij erachter dat het toch niet zo'n lucratieve business was en stopte ermee nog voor 1927 voorbij was. De belangrijkste platen van het label waren waarschijnlijk de opnames van de jazzband van Willie Hightower.
Het logo van het label, een art-deco-pauw, werd eind jaren zestig gebruikt door Nick Perls voor zijn label Belzona, later Yazoo Records.